# Бозор Собір
Бозор Собір — таджицький поет

## Біографія
Бозор Собір (بازار صابر) народився у 1938 році у Файзабадському районі Таджикистану. Після закінчення у 1962 році філологічного факультету Таджицького державного університету багато років був на журналістській роботі, консультант з поезії у Спілці письменників Таджикистану.
Друкується з 1960 року. Першу збірку видав у 1972 році. Потім вийшла збірка «Вія ночі» (1981), «Золотий дощ» (1982), «Всіма чуттями» (1985) та ін.
У 1979 році видавництво «Советский писатель» (Москва) випустило його вибране «Камінна кладка», що привернула увагу новими формами, філософським мисленням, ліричністю, високою духовністю, напруженим пошуком істини і краси.
Багато віршів перекладено на мови народів СРСР та англійську, німецьку, французьку, іспанську та ін. мови, вийшли окремими книгами в Ірані та Афганістані.
Член Правління Спілки письменників Таджикистану.
Лауреат Державної премії імені Рудакі 1988 року.

Ніч, як волосся розвіяне,

З темені проливається.

Наче волосся мами, 

Що при колисці схиляється.

Понад розсіяні хмари 

Місяць виходить в путь,

Наче виймає небо

З пазухи повну грудь.

Кахикає у байраці, 

Мов чоловік совою

Читає зловісну книгу 

З даху старого сараю.

Ночі цієї знову

Омию старі печалі,

Мов зі знайомим колишнім

Давню розмову почав я.

Від болю з людьми говорю, 

Наче обвіяний порохом 

З кочів'ям своїм на плечах 

Бреду я осіннім мороком.

Біль від людей приймаю 

З пагорбом наодинці. 

Зривається з вії зірка, 

Мов золота сльозинка.

Порох зіб'є отара, 

Над стежечкою старою 

Випасе з мого болю 

Печаль із сухою травою,

А я похитаю стежками,

Мов тут полишаючи брата. 

Дороги дадуть молока, 

Бо небо над ними, як мати…